# Aamir Ageeb
Aamir Ageeb (* 3. August 1968 in Khartum, Sudan; † 28. Mai 1999) war ein sudanesischer Flüchtling, der bei seiner Abschiebung an Bord des Lufthansa-Flugs LH 588 von Frankfurt am Main über Kairo nach Khartum an den Folgen einer Körperverletzung durch Polizeibeamte starb.

## Asylverfahren
Aamir Ageeb und seine Familie waren vom Bürgerkrieg im Sudan betroffen. Einer seiner Brüder starb im Verlauf des Krieges, ein weiterer war aus politischen Gründen inhaftiert. Am 9. April 1994 gelang Ageeb die Flucht in die Bundesrepublik Deutschland und er stellte am 4. Mai 1994 einen Asylantrag. Der Antrag wurde am 25. August 1995 zunächst abgelehnt. Da er inzwischen eine deutsche Frau geheiratet hatte, erhielt er Aufenthaltsrecht und nahm seinen noch nicht rechtskräftigen Asylantrag am 17. April 1996 zurück.
Nachdem die Ehe zerbrochen war, wurde – nach Angaben von Amnesty International – seine Aufenthaltserlaubnis bis zum 4. Juni 1998 befristet und er wurde zur Ausreise aufgefordert. Nach ersten Presse- und BMI-Berichten kam er seiner Ausreise-Verpflichtung nicht nach und wurde zur Fahndung ausgeschrieben. Ageeb und sein Anwalt, die Widerspruch gegen eine Abschiebe-Verfügung eingelegt hatten, gingen jedoch davon aus, dass sein Aufenthalt legal sei. Auch meldete er sich am 1. April 1998 an seinem Wohnsitz in Wedel an. Trotzdem wurde gemeldet, Ageeb sei „untergetaucht“. Als Ageeb am 9. April 1999 den Diebstahl seiner Jacke bei der Polizei in Karlsruhe meldete, wurde er auf dem Revier festgenommen.
Seitdem saß er in Abschiebehaft in der JVA Mannheim. Eine für den 16. April 1999 geplante unbegleitete Abschiebung musste kurzfristig verschoben werden, da er einen Mitarbeiter der Ausländerbehörde mit einem Messer bedrohte und die Behörden eine Abschiebung ohne Sicherheits-Begleitung ablehnten.
Aamir Ageeb sollte am 28. Mai 1999 abgeschoben werden. Bereits in der Gewahrsamszelle wurde er mit Kabelbindern an Händen und Füßen gefesselt. Anschließend wurden die Fesseln auf dem Rücken verbunden, während er sich in Bauchlage befand. Beim Weg zum Flugzeug wurde ihm zusätzlich ein Motorradhelm aufgesetzt und mit einem Seil die Oberschenkel gefesselt. So gefesselt, wurde er mit dem Kopf zuerst in die Lufthansa-Maschine getragen und in die Mitte einer Dreier-Sitzreihe gesetzt. Im Flugzeug wurden noch zusätzlich seine Arme an den Lehnen und seine Beine an dem Sitz mit Klettband fixiert, da er mit seinen Beinen gegen den Vordersitz getreten habe. Außerdem wurde der Sicherheitsgurt geschlossen. Seine Fesseln sollten mit einer Jacke verdeckt worden sein, die ihm über den Schoß gelegt wurde.
Beim Start des Flugzeugs versuchte er trotz dieser Fesselungen sich aus dem Sitz zu stemmen und machte durch Schreie auf sich aufmerksam. Die beiden Beamten des BGS, die links und rechts auf den Plätzen neben ihm saßen, drückten daraufhin seinen Oberkörper in Richtung seiner Oberschenkel. Der Beamte auf dem Platz vor Aamir Ageeb drückte zusätzlich den Kopf des Flüchtlings nach unten. Als die Beamten Aamir Ageeb nach dem Erlöschen der Anschnallzeichen wieder aufrichten wollten, stellten diese seinen Tod fest. Eine später durchgeführte Obduktion ergab als Todesursache: Lagebedingter Erstickungstod. Laut Staatsanwaltschaft erfolgte der „Erstickungstod durch massive Einwirkung von Gewalt“.

## Das Bild Aamir Ageebs in den Medien
In ersten Presseberichten wurde von Ageeb das Bild eines untergetauchten, kriminellen und abgelehnten Asylbewerbers gezeichnet. Der Tod Ageebs trat dabei in den Hintergrund. In den Berichten wurden Ageeb Straftaten zugeschrieben, von denen Journalisten aus Sicherheitskreisen informiert worden seien. Zwar korrigierte das BMI bald darauf dieses Bild, stützte aber in Teilen die Behauptungen. Schon im Flugzeug soll der BGS gegenüber dem Piloten und dem Flugpersonal ausgesagt haben, dass es sich bei Ageeb um einen „Mörder“ handele. „Quer durch den Flieger bauschte sich diese Information offenbar immer mehr auf: Vom dreifachen Mörder hatte ein Steward seiner Kollegin berichtet, eine Flugbegleiterin hatte von einem Mörder und Vergewaltiger gehört.“ Nach Recherchen von Amnesty International zeigte sich bald, dass die Behauptungen des BMI und der Presse, die später auch nicht wiederholt wurden, nicht nachgewiesen werden können. Dazu gehören auch die sexuellen Vergehen, die Ageeb zugewiesen wurden. Sie lassen sich nach Erkenntnissen der zuständigen Staatsanwaltschaft in Itzehoe nicht bestätigen.
Oberamtsanwalt Schlien (Itzehoe) gab die Auskunft, dass insgesamt drei Verfahren gegen Ageeb anhängig waren und sämtlich wegen Geringfügigkeit eingestellt wurden. Dabei ging es um Hausfriedensbruch (1997), Diebstahl (1998) und Schwarzfahren in der U-Bahn (1998). „Von irgendwelchen sexuellen Vergehen ist nicht die Rede“. Zu dem Vorwurf der Nötigung einer Minderjährigen schreibt Amnesty International: „Eine junge Frau brachte zur Anzeige, dass irgendein Schwarzer sie sexuell beleidigt hätte. Daraufhin rief die Polizei jeden Schwarzen zum Polizeirevier, der der Personenbeschreibung der jungen Frau nahekam. Als die Frau Ageeb sah, hat sie ihn nicht identifiziert. Er durfte wieder gehen.“ Zu dem „schweren Vorwurf der Vergewaltigung in der Ehe“ vermag Amnesty International nichts zu sagen: „Ageebs Ex-Frau hat sich völlig zurückgezogen und äußert sich zu dem Fall überhaupt nicht.“
Das BMI äußerte sich später nur sehr ausweichend zur Kritik an seiner Pressearbeit. Belege für die Anschuldigungen gegen Ageeb außer den eingestellten Verfahren wurden nicht vorgelegt, gleichfalls wurden diese Anschuldigungen weder vom BMI noch von den Medien wiederholt. Die Menschenrechtsorganisation Res publica informiert über ein eigenes Portal www.aamirageeb.de über den Tod Ageebs und die medialen Reaktionen und rechtlichen Folgen.

## Juristische Konsequenzen
Am 18. Oktober 2004 wurde im Prozess gegen die BGS-Beamten Jörg Heinrich S., Reinhold S. und Taner D. vor dem Landgericht Frankfurt am Main das Urteil verkündet. Danach haben sich die Beamten der vorsätzlichen Körperverletzung mit Todesfolge schuldig gemacht. Aufgrund des „Organisationschaos“ beim BGS wurde diese Straftat als minder schwerer Fall bewertet und zudem eine Strafminderung vorgenommen, weil die gesetzliche Mindeststrafe von einem Jahr Haft den Verlust des Beamtenstatus zur Folge gehabt hätte und diese Strafe dann nicht mehr verhältnismäßig gewesen sei, so dass jeweils eine Freiheitsstrafe von 9 Monaten zur Bewährung verhängt wurde. Zudem wurden die Polizisten jeweils zu einer Zahlung von 2000 Euro an die Familie Ageebs verurteilt. Die Strafkammer wies dabei darauf hin, dass für das Organisationsversagen im BGS die Vorgesetzten der Angeklagten und die an den unzulässigen Fesselungsmethoden beteiligten Beamten mitverantwortlich seien. Der Kammervorsitzende verglich die Zustände in der Abschiebehaft mit den Zuständen im irakischen Abu-Ghraib-Gefängnis.

## Politische Konsequenzen
Das Innenministerium erließ direkt nach dem Vorfall einen Stopp von Zwangsabschiebungen, der im Juni 1999 wieder aufgehoben wurde.
Der Todesfall führte zu verschiedenen Anfragen an das BMI. Auf eine Anfrage hin stellte das Ministerium im August 1999 erstmals klar, dass allein der Flugkapitän die Kommandogewalt an Bord besitzt.
Nachdem zunächst Abschiebungen mit einem Helm diskreditiert erschienen, ließ Otto Schily elf Monate nach dem Tod Ageebs einen neuen Helm mit Bissschutz und besserer Atmung prüfen. Ein in den USA entwickeltes neues Fesselungs-System soll dabei zum Einsatz kommen.
Der Europarat kritisierte 2002 Menschenrechtsverletzungen durch die Abschiebe-Praxis von abgewiesenen Asylsuchenden und führt dazu u. a. den Todesfall Aamir Ageebs auf. Der Bericht bemerkte einen „deutlichen Anstieg der Vorfälle in den letzten beiden Jahren. Dies zeige, dass es sich nicht um Einzelfälle handle, bei denen sich die auf ihre Abschiebung wartenden Personen unter Verletzung der Europäischen Menschenrechtskonvention Diskriminierungen, rassistischem Sprachgebrauch, gefährlichen Fesselmethoden, ja sogar lebensbedrohender Gewalt sowie unmenschlicher und erniedrigender Behandlung ausgesetzt sähen.“
Die nicht nur bei Ageeb angewandte, sondern gängige Praxis der Fixierung durch Zwangslage der Flüchtlinge in so genannten Ruhigstellungszellen stufte der Anti-Folter-Ausschuss des Europarates (CPT) am 6. Juli 2001 und im Frühjahr 2003 als Folter ein.